# Drilling (Jagdwaffe)
Die Jagdwaffe Drilling ist eine Kipplaufwaffe, die drei Gewehrläufe in einer Waffe kombiniert. Hierbei werden Schrot- und Kugelläufe miteinander kombiniert und als kombinierte Waffe bezeichnet. Werden mehrere Kugelläufe verwendet, können diese verschiedene Kaliber haben.

## Bauformen
- klassischer Drilling: zwei nebeneinanderliegende Schrotläufe mit einem meist darunter, seltener darüber angeordneten Kugellauf
- Doppelbüchsdrilling: zwei nebeneinanderliegende Kugelläufe mit einem meist darunter, seltener darüber angeordneten Schrotlauf
- Bockdrilling: Schrotlauf mit darunterliegendem Kugellauf und einem seitlich angeordneten Kugellauf
- Büchsflintendrilling: nebeneinanderliegender Schrot- und Kugellauf mit einem meist darunter, seltener darüber angeordneten Kugellauf
- Waldläuferdrilling bzw. Schienendrilling: zwei nebeneinanderliegende Schrotläufe mit einem kleinkalibrigen Kugellauf in der Laufschiene mittig über den Schrotläufen
- Flintendrilling bzw. Schrotdrilling: drei Schrotläufe
- Büchsdrilling bzw. Kugeldrilling: drei Kugelläufe

Klassischer Drilling

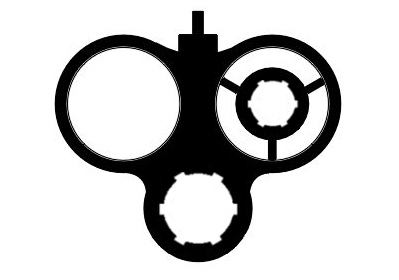
Klassischer Drilling mit Einstecklauf

Der klassische Drilling wird heute meist von Jägern geführt, die im Revier verschiedene Wildarten bejagen. Die meist großkalibrige Kugel wird vornehmlich für Schalenwild und Raubwild benutzt. Mit den beiden Schrotläufen wird Niederwild mit Ausnahme des Rehwilds auf Entfernungen bis 35 m bejagt. Mit dieser kombinierten Waffe ist der Jäger auf alle jagdlichen Situationen vorbereitet. Bei klassischen Drillingen der Nachkriegszeit findet sich meist eine Schiebesicherung an der linken Seite der Basküle als Sicherheitseinrichtung.
Diese Flexibilität steigern Jäger in der Praxis häufig noch, indem sie im rechten Schrotlauf einen Einstecklauf verwenden, früher als kurzer Lauf von 22 cm oder 44 cm Länge im Kaliber .22 lfB oder .22 Magnum; heute gibt es Einsteckläufe in fast allen gängigen Kalibern (.22 lfB – 9,3×74 mm R). Diese sind mündungslang, was zur Folge hat, dass im Schrotlauf kaum Verunreinigungen entstehen können. In vielen klassischen Drillingen, vor allem älteren, werden jedoch nur Einsteckläufe mit geringem Gasdruck eingebaut, zum Beispiel .22 Hornet oder 6×70 mm R. Der Einstecklauf wird dabei üblicherweise in denjenigen Schrotlauf eingesetzt, dessen Abzug auch für den Kugellauf verwendet wird (rechter Schrotlauf) und daher über einen Stecher verfügt.
Neuerdings werden Drillinge auch mit freiliegenden Läufen gefertigt, um zu vermeiden, dass sich der Treffpunkt durch die Erwärmung wegen der damit verbundenen Dehnung des Laufmetalls verlagert.
Der klassische Drilling hat zum Abfeuern in der Regel nur zwei Abzüge, wobei der vordere wahlweise auf das Schloss des rechten Schrotlaufes oder nach Betätigung einer Umschaltung auf das des Kugellaufes wirkt. Der hintere, der in der Regel keinen Stecher hat, wirkt auf das Schloss des linken Schrotlaufes.
Bei älteren Modellen stellt sich mit der Umschaltung auf „Kugel“ die in der Laufschiene angebrachte Kimme auf. Durch die Verwendung von Zielfernrohren hat das keine Bedeutung mehr und entfällt bei modernen Drillingen.
Die Schlosse der Drillinge sind in der Regel als „Blitzschlosse“ auf dem Abzugsblech montiert. Es gibt auch höherwertige Modelle mit Seitenschlossen oder mit separater Spannung für das Schloss des Kugellaufes.
Wegen der hohen Abzugsgewichte sind die Abzüge für die Büchsläufe mit Stechern versehen. Diese Feinabzüge sind aber gefahrenträchtig, weil sie schon bei geringer Belastung auslösen und zum Doppeln führen, wenn z. B. der hintere Abzug bei eingestochenem, vorderem Abzug betätigt wird. Das gleichzeitige Losgehen beider Schüsse belastet die Waffe und kann den Jäger verletzen, vom Fehlgehen der Schüsse abgesehen. Moderne Drillinge haben andere Abzugskonstruktionen, die den Stecher überflüssig machen.